# Tom Kurvers
Thomas James Kurver (Mineápolis, 14 de septiembre de 1962-Saint Paul, 21 de junio de 2021) fue un defensa estadounidense de hockey sobre hielo profesional en la Liga Nacional de Hockey (NHL). Pasó once temporadas en la NHL entre 1984 y 1995. Ganó el premio Hobey Baker de 1984 como el mejor jugador universitario de hockey sobre hielo y ganó la Copa Stanley con los Montreal Canadiens en 1986. Después de su carrera como jugador, fue ejecutivo de la Phoenix Coyotes, Tampa Bay Lightning y luego Minnesota Wild.

## Biografía
Jugó en el nivel universitario con los Bulldogs de la Universidad de Minnesota-Duluth durante cuatro temporadas, de 1980 a 1984. Mientras completaba su primera temporada en la universidad, fue seleccionado por los Canadiens de Montreal en la posición 145, séptima ronda, de la NHL de 1981. Draft de entrada En su última temporada, registró un total de 76 puntos (18 goles y 56 asistencias) en 43 partidos y fue galardonado con el Trofeo Hobey Baker, otorgado al mejor jugador de hockey universitario de la NCAA.
Jugó su primera temporada profesional en 1984-1985 en la Liga Nacional de Hockey con los Canadiens y registró 45 puntos en 75 juegos durante su temporada de novato. Después de dos temporadas completas en Montreal, fue canjeado en la temporada 1986-1987 a los Buffalo Sabres por una selección de draft. Al final de la temporada, se mudó a los New Jersey Devils. Tuvo su mejor temporada ofensiva con este equipo en 1988-1989 con 16 goles y 50 asistencias para 66 puntos..
Después de un juego al comienzo de la temporada 1989-90, fue cambiado a Toronto Maple Leafs por una selección de primera ronda en el draft de 1991, que resultó ser Scott Niedermayer, y luego cambió de equipo nuevamente la temporada. negociado con los Vancouver Canucks. Luego pasó temporadas con los New York Islanders y los Anaheim Mighty Ducks. Está jugando su última temporada profesional en Japón. Durante su carrera en la NHL, Kurvers nunca logró establecer un establecimiento a largo plazo con un equipo y jugó para siete equipos en once temporadas, además de estar involucrado en nada menos que siete transacciones.
En 1998, se unió a los Phoenix Coyotes como cazatalentos y ocupó ese puesto durante siete temporadas antes de ser ascendido a director de personal de jugadores en 2005. En 2008, dejó a los Coyotes luego de recibir un puesto como asistente del equipo. Rayo de Tampa Bay. Tres años más tarde, cambió de trabajo con Lightning al de asesor senior del gerente general.Murió el 21 de junio de 2021 de cáncer de pulmón.